# Blanzy-lès-Fismes
Blanzy-lès-Fismes ist eine französische Gemeinde mit 91 Einwohnern (Stand: 1. Januar 2022) im Département Aisne in der Region Hauts-de-France (frühere Region: Picardie). Sie gehört zum Arrondissement Soissons und zum Kanton Fère-en-Tardenois. Die Gemeinde trägt das Croix de guerre 1914–1918. Die Einwohner werden Blanzyacois(es) genannt.

## Geographie
Die Gemeinde Blanzy-lès-Fismes liegt in einem Seitental der Vesle an der Grenze zum Département Marne, 30 Kilometer westnordwestlich von Reims. Nachbargemeinden von Blamzy-lès-Fismes sind Serval im Norden, Les Septvallons im Osten und Westen sowie Fismes im Süden.

## Bevölkerungsentwicklung
| Jahr                       | 1962 | 1968 | 1975 | 1982 | 1990 | 1999 | 2006 | 2014 | 2021 |
| Einwohner                  | 110  | 121  | 103  | 95   | 79   | 94   | 96   | 108  | 92   |
| Quellen: Cassini und INSEE |      |      |      |      |      |      |      |      |      |

## Sehenswürdigkeiten
- Kirche Sainte-Geneviève aus dem Übergang vom 12. zum 13. Jahrhundert, 1921 als Monument historique klassifiziert (Base Mérimée PA00115534)
- ehemaliges öffentliches Waschhaus (Lavoir)

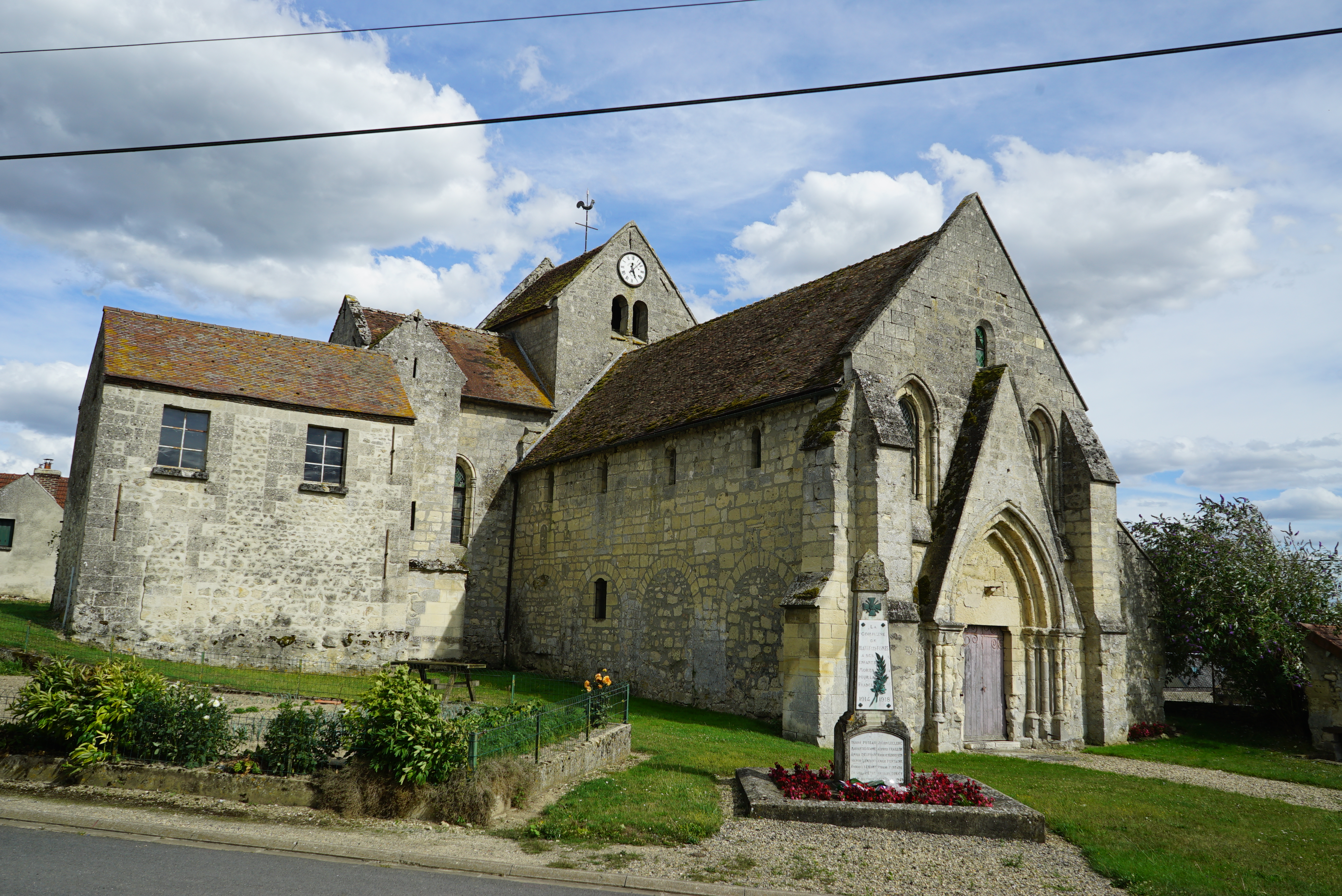
Kirche Sainte-Geneviève
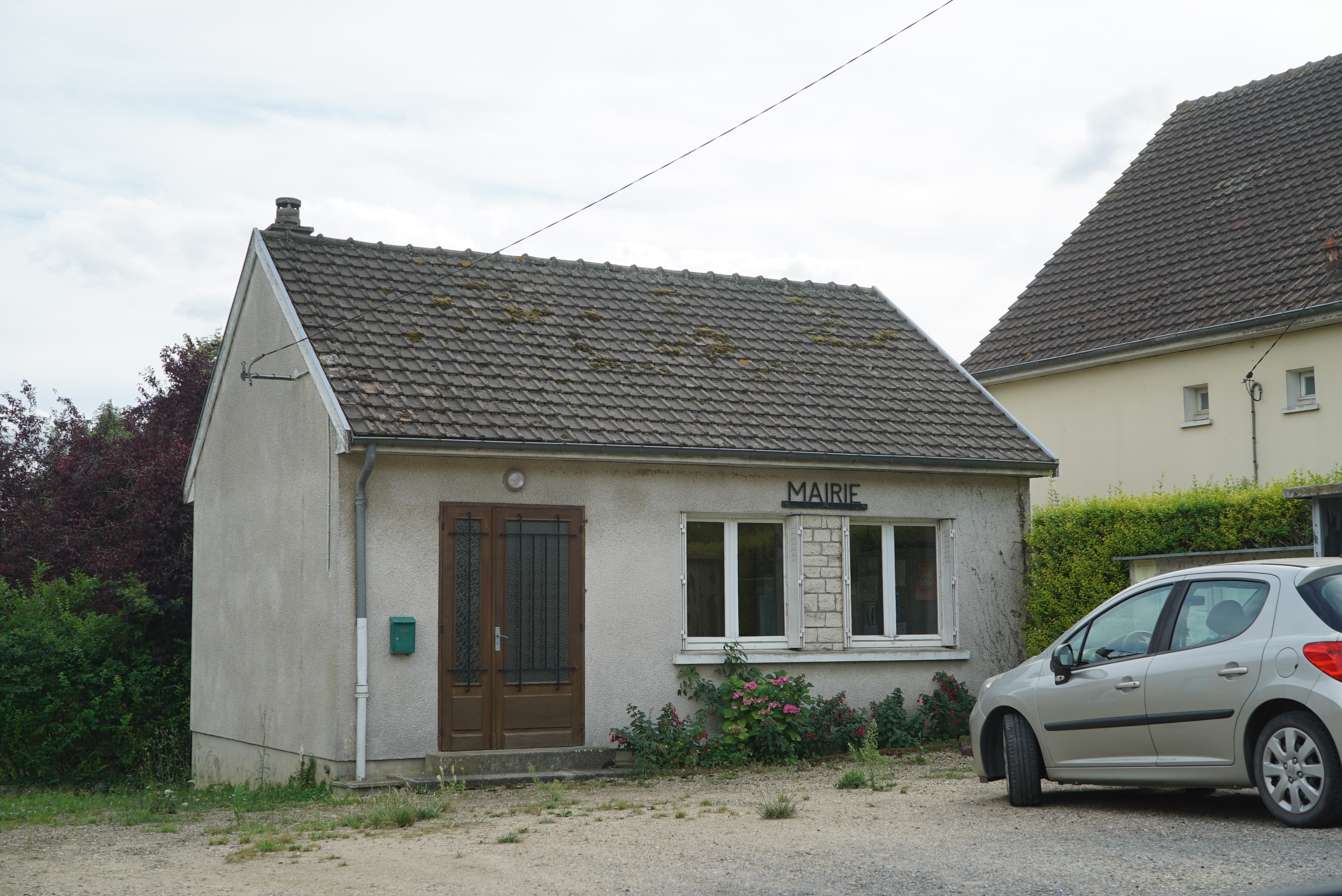
Rathaus (mairie)
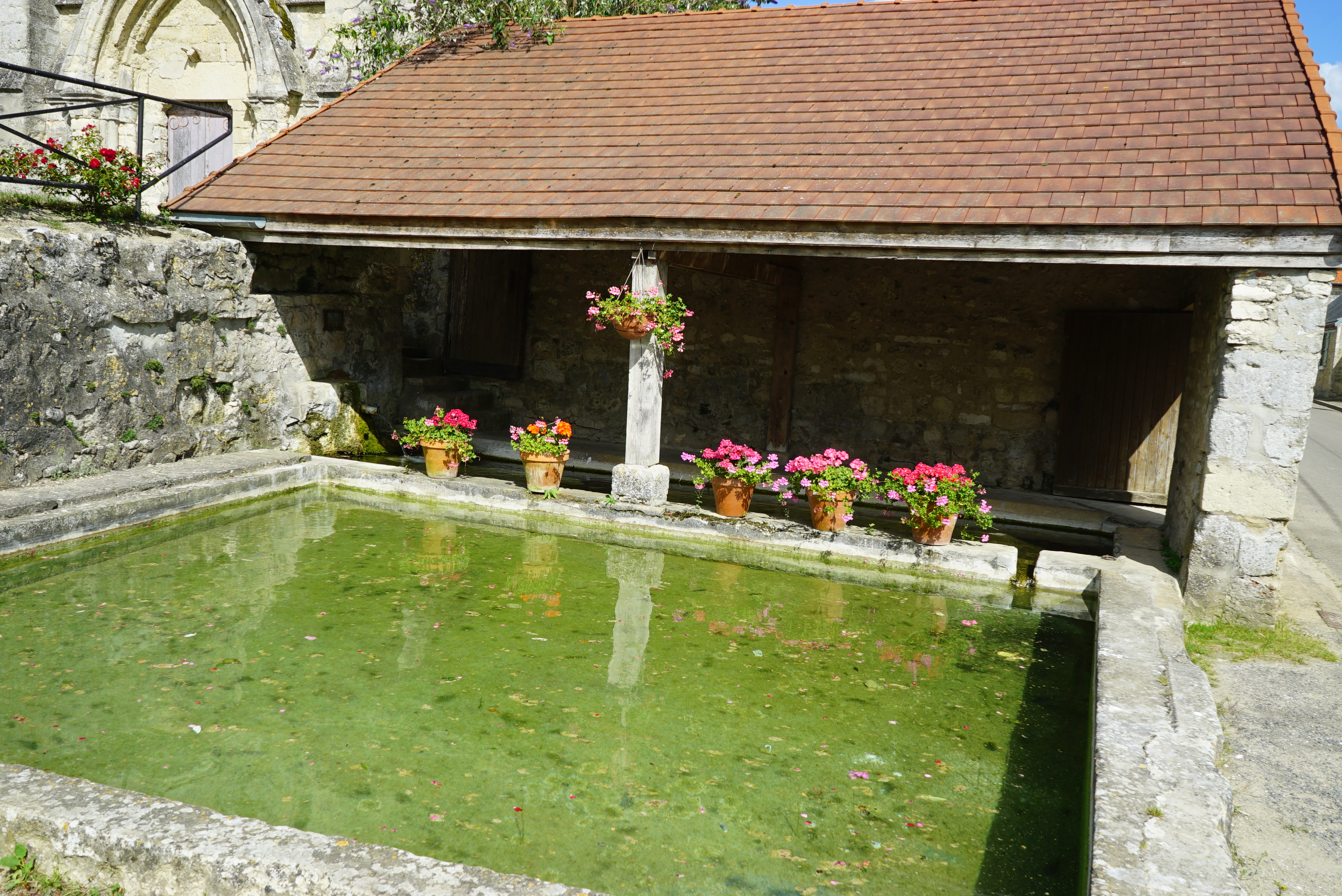
Lavoir